# Sardinská rallye 2019
Sardinská rallye 2019 (oficiálně 16º Rally d'Italia Sardegna) byl 8. podnik Mistrovství světa v rallye 2019 (WRC), který se konal na Sardinii od 13. do 16. června 2019. Absolutním vítězem se stala posádka Dani Sordo a Carlos del Barrio (Hyundai Shell Mobis WRT). Závod o délce 310,52 km se jel na šotolině.

## Situace před rallye
Celkové pořadí jezdců i spolujezdců před podnikem na Sardinii vedl šestinásobný mistr světa Sébastien Ogier a Julien Ingrassia o 2 body před Ottem Tänakem a Martiemen Järveojou. Thierry Neuville a Nicolas Gilsoul byli třetí a zaostávali za druhou posádkou o 10 bodů. Mezi konstruktéry vedl tým Hyundai Shell Mobis WRT, který vedl nad týmem Toyota Gazoo Racing WRT o 20 bodů.
Kategorii WRC 2 Pro vedla dvojice Finů Kalle Rovanperä a Jonne Halttunen před Madsem Østbergem a Torsteinem Eriksenem o 3 body v pořadí jezdců a spolujezdců. Łukasz Pieniążek a Kamil Heller byli na 3. místě, 9 bodů za norskou posádkou. Pohár konstruktérů vedl tým M-Sport Ford WRT před týmem Škoda Motorsport o 31 bodů, na 3. místě byl Citroën Total.
WRC 2 vedl Benito Guerra a Jaime Zapata 22 bodů před posádkou Takamoto Katsuta a Daniel Barritt, na 3. místě byla dvojice Ole Christian Veiby a Jonas Andersson.
V kategorii Junior WRC byla na prvním místě v poháru jezdců a spolujezdců dvojice Tom Kristensson a Henrik Appelskog, která měla od 2. místa Jana Solanse a Maura Barrerira odstup 13 bodů. Za nimi byla o 2 body zpět švédská posádka Dennis Rådström a Johan Johansson. V pořadí národů bylo na 1. místě Švédsko, na 2. místě s rozdílem 13 bodů Španělsko, 3. místo patřilo Estonsku, které zaostávalo za Španělskem o 2 body.

## Průběh závodu

### 1. etapa
První etapa Sardinské rallye měla celkem 9 rychlostních zkoušek o délce 124,20 km. Nejkratší erzeta Ittiri Arena Show měřila 2,00 km a nejdelší Tula měla 22,25 km. První rychlostní zkoušku Ittiri Arena Show o délce 2,00 km tvořila uzavřená šotolinová trať. Rychlostní test vyhrál s časem 2:00,7 Francouz Sébastien Ogier (Citroën C3 WRC). Do jedné sekundy se vešel Esapekka Lappi (Citroën C3 WRC, + 0,1 s), Ott Tänak (Toyota Yaris WRC, + 0,3 s) a Kris Meeke (Toyota Yaris WRC, + 0,4 s).
Druhou rychlostní zkoušku Tula 1 vyhrál Fin Teemu Suninen (Ford Fiesta WRC), který se následně dostal do vedení soutěže. Do deseti sekund se ještě dostal Elfyn Evans (Ford Fiesta WRC, + 5,0 s), Kris Meeke (+ 8,8 s) a Jari-Matti Latvala (Toyota Yaris WRC, + 8,9 s). Esapekka Lappi se kvůli ztrátě 14,5 s propadl z 2. místa na 9. pozici a Sébastien Ogier, který byl po úvodní erzetě na 1. místě, klesl na 10. místo. Na třetí erzetě Castelsardo 1 pokračovala dominance Teemu Suninena, který navýšil náskok na Latvalu o 1,7 s, čímž rozdíl mezi 1. a 2. místem činil 10,6 s. Kris Meeke, který ztratil 15,5 s na Suninena, se propadl o jednu pozici na 3. místo. Na druhé místo se tak posunul Latvala, jenž zajel ve třetí erzetě 2. čas. Třetí nejrychlejší čas měl Dani Sordo (+ 4,4 s), čtvrtý byl Ott Tänak (+ 6,3 s) a pátý čas zaznamenal Elfyn Evans (+ 7,0 s). Na problémy s technikou si stěžoval Esapekka Lappi: „Něco je špatně na autě. Možná přední diferenciál, těžko se vůbec zatáčí.“ Elfyn Evans dodal: „Něco je divné na brzdách, musíme se na to podívat.“ Čtvrtá erzeta Tergu — Osilo 1 přinesla změnu na prvních třech místech, když Suninen ztratil na Otta Tänaka 15,1 s a klesl na druhé místo za Jari-Mattiho Latvalu. Třetí místo po čtvrté rychlostní zkoušce patřilo Ottu Tänakovi. Propad o 5 míst zažil Esapekka Lappi, který v jedné zatáčce trefil břeh a kvůli ztrátě 38,3 s klesl na 11. místo. Pátý test Monte Baranta 1 vyšel nejlépe Finovi Esapekku Lappimu, jenž se posunul na 9. místo. Kvůli pomalému času se naopak propadl na 5. místo Suninen, který před sebe pustil Tänaka (2. místo), Sorda (3. místo) a Evanse (4. místo). Ogier poškodil zavěšení svého vozu a erzetu nekončil, přičemž kvůli přiděleným 7 minutám klesl na 45. místo. Ke své ztrátě 3,6 s Latvala v cíli řekl: „Musím být spokojen. Kdyby nám to nechcíplo ve vracáku, tak čas mohl být opravdu dobrý.“ Meeke, který zaostal za Lappim o 7,9 s, ke svému výkonu poznamenal: „Zhaslo mně to ve vracáku, což nás stálo 4-5 sekund.“
Po servisní přestávce následovala erzeta Tula 2, kterou nejlépe zvládla finská posádka Teemu Suninen a Jarmo Lehtinen. Za nimi byl Dani Sordo (+ 3,4 s) a Ott Tänak (+ 4,1 s). Na první místo se díky shodnému času dostali 2 jezdci, a to Dani Sordo s Ottem Tänakem. Na 3. místo se s odstupem 0,8 s dostal Fin Teemu Suninen. Naději na dobré umístění ztratil Latvala, který kvůli havárii dojel do cíle se ztrátou 8:31,9 s a propadl se na 28. místo: „Jsme vyčerpaný, ztratil jsem energii, když jsem vracel auto na kola, nebyli tam diváci. Moc jsem řízl vracák a šel přes střechu.“ Potíže s rozpisem měl Neuville, jenž klesl o 1 pozici na 7. místo. Do nejlepší desítky se dostal díky dobrému času Kalle Rovenperä s vozem Škoda Fabia R5 Evo. Sedmá rychlostní zkouška Castelsardo 2 musela být po průjezdu Tänaka, Neuvilla a Evanse zastavena kvůli nutné zdravotní pomoci jednomu z diváků. Ostatním závodníkům bylo později časy přiděleny. Osmá rychlostní zkouška Tergu — Osilo 2 patřila Danimu Sordovi, který odskočil druhému Tänakovi na 4,7 s. Druhý až čtvrtý čas měli Finové: Hänninen (+ 1,5 s), Lappi (+ 4,1 s) a Latvala (+ 4,2 s). Pátý čas zaznamenala estonská posádka Ott Tänak a Martin Järveoja (+ 4,7 s). O 3 místa na 9. pozici se posunul Hänninen. Poslední, desátý test Monte Baranta 2 nejlépe dopadl pro Andrease Mikkelsena. Druhý čas s minimálním rozdílem 0,1 s zajel Fin Lappi, Dani Sordo se třetím časem ztratil 1,7 s. Po deváté rychlostní zkoušce se na 2. místo posunul Teemu Suninena, jenž odsunul Tänaka na 3. místo. Mezi čtvrtým místem Mikkelsena a pátou pozici Evanse byl rozestup 0,1 s.
Kategorii WRC 2 po první etapě vedl Francouz Pierre-Louis Loubet před Nikolajem Grjazinem (+ 22,2 s) a Takamotem Katsutem (+ 58,4 s). První místo v kategorii WRC 2 Pro patřilo Kallemu Rovanperovi, kterého dělilo od druhého Jana Kopeckého pouhých 0,6 s. Na třetím místě byl s více než desetiminutovou ztrátou (+ 10:35,1 s) Nor Mads Østberg. První 2 místa v kategorii Junior WRC patřila dvojici Švédů, přičemž na prvním místě byl Dennis Rådström. Druhý byl Tom Kristensson (+ 16,8 s), třetí pozice patřila Janu Solansovi (+ 19,6 s).
Pořadí po 1. etapě:
| 1 | Dani Sordo        | Hyundai | 1:36:01,5 | 6  | Kris Meeke          | Toyota  | + 29,5   |
| 2 | Teemu Suninen     | Ford    | + 10,8    | 7  | Thierry Neuville    | Hyundai | + 57,7   |
| 3 | Ott Tänak         | Toyota  | + 11,2    | 8  | Esapekka Lappi      | Citroën | + 1:03,5 |
| 4 | Andreas Mikkelsen | Hyundai | + 20,2    | 9  | Juho Hänninen       | Toyota  | + 2:38,0 |
| 5 | Elfyn Evans       | Ford    | + 20,3    | 10 | Pierre-Louis Loubet | Škoda   | + 2:50,3 |

### 2. etapa
Druhá etapa Sardinské rallye měla také 6 rychlostních zkoušek, který dohromady měly 142,42 km. Monte Lerno měla 14,97 km, Monti di Alà měřila 28,21 km a Coiluna — Loelle měla 28,03 km. Všechny rychlostní zkoušky se jely dvakrát. 
Osmou rychlostní zkoušku Monte Lerno 1 o délce 14,97 km vyhrál Ott Tänak. Dani Sordo jedoucí s tvrdými pneu ztratil 6,5 s a Suninen rovných 7 sekund. Po testu se Ott Tänak posunul na 2. místo, přičemž se rozdíl mezi 1. místem (Sordo) a 2. pozicí (Tänak) snížil na 4,7 s. Na třetí místo naopak ze 2. místa na 3. pozici klesnul Suninen. V jedenácté erzetě Monti di Alà 1 se situaci opakovala s tím, že vítězem erzety se stal Tänak s odstupem 2,1 s na Sordo; Suninen ztratil 8,2 s. Rozestup mezi Sordem (1.) a Tänakem (2.) se snížil na 2,6 s. Ostatní jezdci už měl více než 18s zpoždění. Ogier poškodil levé zadní zavěšení svého vozu a erzetu dojel se ztrátou 27:08,6 s. Dvanáctá rychlostní zkouška Coiluna — Loelle 1 už přinesla změnu ve vedení v soutěži, když Ott Tänak najel na Sorda 9 sekund. Třetí nejlepší čas měl znovu Suninen, který zajel erzetu s ostupem 12,3 s. Ogier řekl: „Byl tam kámen, který jsem trefil, myslel jsem, že to je jen defekt, ale odneslo to zavěšení.“ I když Tänak 11. erzetu vyhrál, v cíli řekl: „Zhasl nám motor, něco jsme tam nechali, ale jinak dobrá volba pneu.“ Lappi jedoucí na tvrdých pneu řekl v cíli toto: „Tvrdé pneu byla špatná volba, klouže to na nich, nejde zabrat.“
Po servisu se erzety jely ve stejném pořadí jako dopoledne. Třináctý test Monte Lerno 2 vyhrál znovu Ott Tänak. Na dalších místech dojeli Sébastien Ogier (+ 3,4 s), Teemu Suninen (+ 3,9 s), Kris Meeke(+ 3,9 s) a Dani Sordo (+ 4,2 s). Rozdíl mezi prvním místem Tänaka druhým místem Sorda se snížil na 10,2 s. Teemu Suninen na 3. místě ztrácel na Sorda už 20,4 s. Vítězem čtrnácté rychlostní zkoušky Monti di Alà 2 byl Ott Tänak, který na Sordo najel dalších 7,1 s. Patnáctou erzetu Coiluna — Loelle 2 vyhrál Tänak, který tak vyhrál 6. test v pořadí. Propad z 6. místa na 8. pozici klesl Kris Meeke, jenž musel na trati měnit kolo. 
Kategorii WRC 2 po první etapě vedl Takamoto Katsuta před Pierre-Louisem Loubetem (+ 18,6 s) a Polákem Kajetanem Kajetanowiczem (+ 43,5 s). První místo v kategorii WRC 2 Pro patřilo Kallemu Rovanperovi, kterého dělilo od druhého Jana Kopeckého 26,1 s. Na třetím místě byl (+ 9:43,2 s) byl Nor Mads Østberg. V Junior WRC vedl Švéd Dennis Rådström, něhož dělilo od druhého Solanse 4,4 s. Tom Kristensson jedoucí na 3. místě měl na Rådströma bezmála dvouminutovou ztrátu.
Pořadí po 2. etapě:
| 1 | Ott Tänak         | Toyota  | 3:04:10,3 | 6  | Thierry Neuville | Hyundai | + 2:32,4 |
| 2 | Dani Sordo        | Hyundai | + 25,9    | 7  | Esapekka Lappi   | Citroën | + 2:58,3 |
| 3 | Teemu Suninen     | Ford    | + 42,9    | 8  | Kris Meeke       | Toyota  | + 3:53,3 |
| 4 | Elfyn Evans       | Ford    | + 1:18,4  | 9  | Kalle Rovanperä  | Škoda   | + 7:24,5 |
| 5 | Andreas Mikkelsen | Hyundai | + 1:33,3  | 10 | Jan Kopecký      | Škoda   | + 7:50,6 |

### 3. etapa
Třetí etapa Sardinské rallye byla nejkratší a měla celkem 4 rychlostní zkoušky o délce 41,90 km. Cala Flumini měřila 14,06 km a Sassari — Argentiera měla 6,89 km. Šestnáctá rychlostní zkouška Cala Flumini 1 vyšla nejlépe norskému jezdci Mikkelsenovi. Těsně za ním dojel s rozdílem 0,2 s Evans, třetí čas (+ 3,5 s) měl Ott Tänak. Sedmnáctou erzetu Sassari — Argentiera 1 znovu vyhrál Andreas Mikkelsen. Na dalších místech byli Suninen (+ 3,1 s) a Neuville (+ 3,7 s). Osmnáctou rychlostní zkoušku vyhrál znovu Mikklesen. Jari-Matti Latvala šetřil pneu „Jel jsem pomalu, šetřím pneu na PS.“ Opačnou taktiku volil Meeke: „Jel jsem v pěkném tempu, nemá cenu šetřit pneu na PS vzhledem ke startovní pozici.“ Před posledním testem vedl Ott Tänak před Sodem (+ 26,7 s) a Suninenem (+ 49,0 s). 
Poslední erzeta byla katastrofou pro Otta Tänaka, který se propadl o 4 místa na 5. pozici. Powerstage vyhrál Andreas Mikkelsen (5 bodů), Sébastien Ogier byl druhý (4 body), třetí čas měl Thierry Neuville (3 body), Jari-Matti Latvala získal za powerstage 2 body a Elfyn Evans získal za PS 1 bod. Vítězem Sardinské rallye se tak stal Dani Sordo, na druhé místo se posunul Teemu Suninen, třetí pozice připadla Mikkelsenovi. „Zpočátku to bylo obtížné, protože jsem věděl o Suninenovi, který neměl velkou ztrátu. Bylo důležité nezmatkovat, držet si svoje tempo a nedělat chyby. Těžko se mi v cíli mluví, je to opravdu neuvěřitelné, co se stalo. Otta je mi opravdu líto,“ komentoval Sordó po poslední zkoušce.

## Výsledky

### Celkové výsledky
| #                     | Nr. | Jezdec                  | Navigátor            | Vůz                    | Tým                      | Třída     | Čas       | Ztráta     | Body  |
| --------------------- | --- | ----------------------- | -------------------- | ---------------------- | ------------------------ | --------- | --------- | ---------- | ----- |
| Absolutní klasifikace |     |                         |                      |                        |                          |           |           |            |       |
| 1                     | 6   | Dani Sordo              | Carlos del Barrio    | Hyundai i20 Coupe WRC  | Hyundai Shell Mobis WRT  | WRC       | 3:32:27.2 |            | 25    |
| 2                     | 3   | Teemu Suninen           | Jarmo Lehtinen       | Ford Fiesta WRC        | M-Sport Ford WRT         | WRC       | 3:32:40.9 | +13.7      | 18    |
| 3                     | 89  | Andreas Mikkelsen       | Anders Jæger         | Hyundai i20 Coupe WRC  | Hyundai Shell Mobis WRT  | WRC       | 3:32:59.8 | +32.6      | 15+5  |
| 4                     | 33  | Elfyn Evans             | Scott Martin         | Ford Fiesta WRC        | M-Sport Ford WRT         | WRC       | 3:33:00.7 | +33.5      | 12+1  |
| 5                     | 8   | Ott Tänak               | Martin Järveoja      | Toyota Yaris WRC       | Toyota Gazoo Racing WRT  | WRC       | 3:33:57.3 | +1:30.1    | 10    |
| 6                     | 11  | Thierry Neuville        | Nicolas Gilsoul      | Hyundai i20 Coupe WRC  | Hyundai Shell Mobis WRT  | WRC       | 3:34:43.9 | +2:16.7    | 8+3   |
| 7                     | 4   | Esapekka Lappi          | Janne Ferm           | Citroën C3 WRC         | Citroën Total WRT        | WRC       | 3:35:26.8 | +2:59.6    | 6     |
| 8                     | 5   | Kris Meeke              | Sebastian Marshall   | Toyota Yaris WRC       | Toyota Gazoo Racing WRT  | WRC       | 3:37:07.3 | +4:40.1    | 4     |
| 9                     | 22  | Kalle Rovanperä         | Jonne Halttunen      | Škoda Fabia R5 Evo     | Škoda Motorsport         | WRC-2 Pro | 3:40:51.8 | +8:24.6    | 2     |
| 10                    | 23  | Jan Kopecký             | Pavel Dresler        | Škoda Fabia R5 Evo     | Škoda Motorsport         | WRC-2 Pro | 3:41:16.4 | +8:49.2    | 1     |
| ...                   | ... | ...                     | ...                  | ...                    | ...                      | ...       | ...       | ...        | ...   |
| 19                    | 10  | Jari-Matti Latvala      | Miikka Anttila       | Toyota Yaris WRC       | Toyota Gazoo Racing WRT  | WRC       | 3:53:03.2 | +20:36.0   | 0+2   |
| 41                    | 1   | Sébastien Ogier         | Julien Ingrassia     | Citroën C3 WRC         | Citroën Total WRT        | WRC       | 4:55:25.7 | +1:22:58.5 | 0+4   |
| WRC 2 Pro             |     |                         |                      |                        |                          |           |           |            |       |
| 1 (9.)                | 22  | Kalle Rovanperä         | Jonne Halttunen      | Škoda Fabia R5 Evo     | Škoda Motorsport         | WRC-2 Pro | 3:40:51.8 |            | 25    |
| 2 (10.)               | 23  | Jan Kopecký             | Pavel Dresler        | Škoda Fabia R5 Evo     | Škoda Motorsport         | WRC-2 Pro | 3:41:16.4 | +24.6      | 18    |
| 3 (18.)               | 21  | Mads Østberg            | Torstein Eriksen     | Citroën C3 R5          | Citroën Total            | WRC-2 Pro | 3:49:50.4 | +8:58.6    | 15    |
| 4 (42.)               | 24  | Gus Greensmith          | Elliott Edmondson    | Ford Fiesta R5         | M-Sport Ford WRT         | WRC-2 Pro | 4:58:02.8 | +1:17:11.0 | 12    |
| WRC 2                 |     |                         |                      |                        |                          |           |           |            |       |
| 1 (11.)               | 49  | Pierre-Louis Loubet     | Vincent Landais      | Škoda Fabia R5         | Pierre-Louis Loubet      | WRC-2     | 3:43:40.2 |            | 25    |
| 2 (12.)               | 46  | Kajetan Kajetanowicz    | Maciej Szczepaniak   | Volkswagen Polo GTI R5 | Kajetan Kajetanowicz     | WRC-2     | 3:44:21.9 | +41.7      | 18    |
| 3 (13.)               | 50  | Simone Tempestini       | Sergiu Itu           | Hyundai i20 R5         | Simone Tempestini        | WRC-2     | 3:44:34.8 | +54.6      | 15    |
| 4 (14.)               | 45  | Marco Bulacia Wilkinson | Fabian Cretu         | Škoda Fabia R5         | Marco Bulacia Wilkinson  | WRC-2     | 3:44:53.7 | +1:13.5    | 12    |
| 5 (20.)               | 42  | Ole Christian Veiby     | Jonas Andersson      | Volkswagen Polo GTI R5 | Ole Christian Veiby      | WRC-2     | 3:56:01.9 | +12:21.7   | 10    |
| 6 (34.)               | 48  | Guillaume De Mevius     | Martijn Wydaeghe     | Citroën C3 R5          | Guillaume De Mevius      | WRC-2     | 4:27:40.3 | +44:00.1   | 8     |
| 7 (37.)               | 44  | Fabio Andolfi           | Simone Scattolin     | Škoda Fabia R5         | Fabio Andolfi            | WRC-2     | 4:38:11.1 | +54:30.9   | 6     |
| Junior WRC            |     |                         |                      |                        |                          |           |           |            |       |
| 1 (21.)               | 72  | Jan Solans              | Mauro Barreriro      | Ford Fiesta R2         | Rally Team Spain         | JWRC      | 4:02:36.2 |            | 25+12 |
| 2 (22.)               | 73  | Dennis Rådström         | Johan Johansson      | Ford Fiesta R2         | Dennis Rådström          | JWRC      | 4:02:51.1 | +14.9      | 18+6  |
| 3 (23.)               | 71  | Tom Kristensson         | Henrik Appelskog     | Ford Fiesta R2         | Tom Kristensson          | JWRC      | 4:06:03.4 | +3:27.2    | 15    |
| 4 (24.)               | 79  | Raul Baidu              | Gabriel Lazar        | Ford Fiesta R2         | Raul Baidu               | JWRC      | 4:07:13.7 | +4:37.5    | 12    |
| 5 (25.)               | 76  | Mārtiņš Sesks           | Krišjanis Caune      | Ford Fiesta R2         | LMT Autosporta Akadēmija | JWRC      | 4:08:11.1 | +5:34.9    | 10    |
| 6 (26.)               | 74  | Julius Tannert          | Jürgen Heigl         | Ford Fiesta R2         | ADAC Sachsen             | JWRC      | 4:09:18.0 | +6:41.8    | 8     |
| 7 (28.)               | 80  | Fabrizio Zaldívar       | Fernando Mussano     | Ford Fiesta R2         | Fabrizio Zaldívar        | JWRC      | 4:11:35.1 | +8:58.9    | 6     |
| 8 (30.)               | 78  | Enrico Oldrati          | Elia De Guio         | Ford Fiesta R2         | Enrico Oldrati           | JWRC      | 4:20:20.8 | +17:44.6   | 4     |
| 9 (31.)               | 81  | Nico Knacker            | Anne Katharina Stein | Ford Fiesta R2         | ADAC Weiser-Ems          | JWRC      | 4:22:30.1 | +19:53.9   | 2     |

### Rychlostní zkoušky
| Den   | Nr.  | Název RZ                             | Délka    | Vítěz RZ          | Vůz                   | Čas     | Leader               |
| ----- | ---- | ------------------------------------ | -------- | ----------------- | --------------------- | ------- | -------------------- |
| 13.VI | -    | Olmedo (Shakedown)                   | 3.84 km  | Sébastien Ogier   | Citroën C3 WRC        | 3:00.0  |                      |
| 13.VI | OS1  | Ittiri Arena Show                    | 2,00 km  | Sébastien Ogier   | Citroën C3 WRC        | 2:00,7  | Sébastien Ogier      |
| 14.VI | OS2  | Tula 1                               | 22,25 km | Teemu Suninen     | Ford Fiesta WRC       | 18:45,0 | Teemu Suninen        |
| 14.VI | OS3  | Castelsardo 1                        | 14,72 km | Teemu Suninen     | Ford Fiesta WRC       | 11:05,4 | Teemu Suninen        |
| 14.VI | OS4  | Tergu - Osilo 1                      | 14,14 km | Ott Tänak         | Toyota Yaris WRC      | 9:12,7  | Jari-Matti Latvala   |
| 14.VI | OS5  | Monte Baranta 1                      | 10,99 km | Esapekka Lappi    | Citroën C3 WRC        | 8:17,4  | Jari-Matti Latvala   |
| 14.VI | OS6  | Tula 2                               | 22,25 km | Teemu Suninen     | Ford Fiesta WRC       | 18:24,9 | Dani Sordo Ott Tänak |
| 14.VI | OS7  | Castelsardo 2                        | 14,72 km | Thierry Neuville  | Hyundai i20 Coupe WRC | 10:52,8 | Dani Sordo Ott Tänak |
| 14.VI | OS8  | Tergu - Osilo 2                      | 14,14 km | Dani Sordo        | Hyundai i20 Coupe WRC | 8:53,2  | Dani Sordo           |
| 14.VI | OS9  | Monte Baranta 2                      | 10,99 km | Andreas Mikkelsen | Hyundai i20 Coupe WRC | 7:58,4  | Dani Sordo           |
| 15.VI | OS10 | Coiluna - Loelle 1                   | 14,97 km | Ott Tänak         | Toyota Yaris WRC      | 9:18,3  | Dani Sordo           |
| 15.VI | OS11 | Monti di Alà 1                       | 28,21 km | Ott Tänak         | Toyota Yaris WRC      | 16:58,3 | Dani Sordo           |
| 15.VI | OS12 | Monte Lerno 1                        | 28,03 km | Ott Tänak         | Toyota Yaris WRC      | 18:10,6 | Ott Tänak            |
| 15.VI | OS13 | Coiluna - Loelle 2                   | 14,97 km | Ott Tänak         | Toyota Yaris WRC      | 9:09,6  | Ott Tänak            |
| 15.VI | OS14 | Monti di Alà 2                       | 28,21 km | Ott Tänak         | Toyota Yaris WRC      | 16:31,8 | Ott Tänak            |
| 15.VI | OS15 | Monti di Alà 2                       | 28,21 km | Ott Tänak         | Toyota Yaris WRC      | 16:31,8 | Ott Tänak            |
| 16.VI | OS16 | Cala Flumini 1                       | 14,06 km | Ott Tänak         | Toyota Yaris WRC      | 17:49,0 | Ott Tänak            |
| 16.VI | OS17 | Sassari - Argentiera 1               | 6,89 km  | Andreas Mikkelsen | Hyundai i20 Coupe WRC | 4:59,0  | Ott Tänak            |
| 16.VI | OS18 | Cala Flumini 2                       | 14,06 km | Andreas Mikkelsen | Hyundai i20 Coupe WRC | 8:34,8  | Ott Tänak            |
| 16.VI | OS19 | Sassari - Argentiera 2 (Power Stage) | 6,89 km  | Andreas Mikkelsen | Hyundai i20 Coupe WRC | 4:54,0  | Dani Sordo           |

### Powerstage
| Místo | Jezdec             | Navigátor        | Vůz                   | Čas    | Ztráta | Body |
| ----- | ------------------ | ---------------- | --------------------- | ------ | ------ | ---- |
| 1     | Andreas Mikkelsen  | Anders Jæger     | Hyundai i20 Coupe WRC | 4:54,0 |        | 5    |
| 2     | Sébastien Ogier    | Julien Ingrassia | Citroën C3 WRC        | 4:56,1 | +2,1   | 4    |
| 3     | Thierry Neuville   | Nicolas Gilsoul  | Hyundai i20 Coupe WRC | 4:58,1 | +4,1   | 3    |
| 4     | Jari-Matti Latvala | Miikka Anttila   | Toyota Yaris WRC      | 4:58,7 | +4,7   | 2    |
| 5     | Elfyn Evans        | Scott Martin     | Ford Fiesta WRC       | 5:00,8 | +6,8   | 1    |

## Situace po rallye

### Kategorie WRC
| Pos. |       | Pohár jezdců     | Pohár jezdců | Pohár jezdců |                    | Pohár navigátorů | Pohár navigátorů | Pohár navigátorů        |      | Pohár konstruktéru | Pohár konstruktéru | Pohár konstruktéru |
| Pos. | Změna | Jezdec           | Body         | Změna        | Navigátor          | Body             | Změna            | Konstruktér             | Body |                    |                    |                    |
| 1    | 1     | Ott Tänak        | 150          | 1            | Martin Järveoja    | 150              |                  | Hyundai Shell Mobis WRT | 242  |                    |                    |                    |
| 2    | 1     | Sébastien Ogier  | 146          | 1            | Julien Ingrassia   | 146              |                  | Toyota Gazoo Racing WRT | 198  |                    |                    |                    |
| 3    |       | Thierry Neuville | 143          |              | Nicolas Gilsoul    | 143              |                  | Citroën Total WRT       | 170  |                    |                    |                    |
| 4    |       | Elfyn Evans      | 78           |              | Scott Martin       | 78               |                  | M-Sport Ford WRT        | 152  |                    |                    |                    |
| 5    | 1     | Teemu Suninen    | 62           |              | Sebastian Marshall | 60               |                  |                         |      |                    |                    |                    |

### Kategorie WRC Pro
| Pos. |       | Pohár jezdců     | Pohár jezdců | Pohár jezdců |                   | Pohár navigátorů | Pohár navigátorů | Pohár navigátorů |      | Pohár konstruktéru | Pohár konstruktéru | Pohár konstruktéru |
| Pos. | Změna | Jezdec           | Body         | Změna        | Navigátor         | Body             | Změna            | Konstruktér      | Body |                    |                    |                    |
| 1    |       | Kalle Rovanperä  | 111          |              | Jonne Halttunen   | 111              | 1                | Škoda Motorsport | 159  |                    |                    |                    |
| 2    |       | Mads Østberg     | 98           |              | Torstein Eriksen  | 98               | 1                | M-Sport Ford WRT | 159  |                    |                    |                    |
| 3    | 1     | Gus Greensmith   | 85           | 1            | Elliott Edmondson | 85               |                  | Citroën Total    | 98   |                    |                    |                    |
| 4    | 1     | Łukasz Pieniążek | 74           | 1            | Kamil Heller      | 74               |                  |                  |      |                    |                    |                    |
| 5    |       | Jan Kopecký      | 36           |              | Pavel Dresler     | 36               |                  |                  |      |                    |                    |                    |

### Kategorie WRC 2
| Pos. |       | Pohár jezdců        | Pohár jezdců | Pohár jezdců |                  | Pohár navigátorů | Pohár navigátorů | Pohár navigátorů |
| Pos. | Změna | Jezdec              | Body         | Změna        | Navigátor        | Body             |                  |                  |
| 1    |       | Benito Guerra       | 69           |              | Jaime Zapata     | 69               |                  |                  |
| 2    | 6     | Pierre-Louis Loubet | 51           | 6            | Vincent Landais  | 51               |                  |                  |
| 3    |       | Ole Christian Veiby | 50           |              | Jonas Andersson  | 50               |                  |                  |
| 4    | 2     | Takamoto Katsuta    | 47           | 2            | Daniel Barritt   | 47               |                  |                  |
| 5    | 1     | Nikolaj Grjazin     | 38           | 1            | Jaroslav Fedorov | 38               |                  |                  |

### Kategorie Junior WRC
| Pos. |       | Pohár jezdců    | Pohár jezdců | Pohár jezdců |                  | Pohár navigátorů | Pohár navigátorů | Pohár navigátorů |      | Pohár národů | Pohár národů | Pohár národů |
| Pos. | Změna | Jezdec          | Body         | Změna        | Jezdec           | Body             | Změna            | Jezdec           | Body |              |              |              |
| 1    | 1     | Jan Solans      | 71           | 1            | Mauro Barreriro  | 71               | 1                | Španělsko        | 65   |              |              |              |
| 2    | 1     | Tom Kristensson | 62           | 1            | Henrik Appelskog | 62               | 1                | Švédsko          | 61   |              |              |              |
| 3    |       | Dennis Rådström | 56           |              | Johan Johansson  | 56               | 1                | Německo          | 37   |              |              |              |
| 4    |       | Julius Tannert  | 36           |              | Jürgen Heigl     | 36               | 1                | Estonsko         | 28   |              |              |              |
| 5    |       | Roland Poom     | 26           |              | Ken Järveoja     | 26               | 3                | Rumunsko         | 24   |              |              |              |